# Stade français Paris rugby 2023-2024
Questa voce raccoglie le informazioni riguardanti la Stade français nelle competizioni ufficiali della stagione 2023-2024.

## Mercato
Dati aggiornati al 2 marzo 2024.
| Acquisti | Acquisti               | Acquisti          | Acquisti       |
| R.       | Nome                   | da                | Modalità       |
| -------- | ---------------------- | ----------------- | -------------- |
| P        | Francisco Gómez Kodela | Lyon OU           | joker contract |
| T        | Mamoudou Meïté         | RC Massy          | definitivo     |
| P        | Hugo N'Diaye           | RC Massy          | definitivo     |
| MM       | Jules Gimbert          | UBB               | definitivo     |
| MM       | Rory Kockott           | Castres Olympique | joker contract |
| MM       | Brad Weber             | Chiefs            | definitivo     |
| MM       | Hugo Zabalza           | UBB               | definitivo     |
| MA       | Zack Henry             | Pau               | definitivo     |
| TC       | Joe Marchant           | Harlequins        | definitivo     |
| TA       | Pierre Boudehent       | Stade rochelais   | definitivo     |

| Cessioni | Cessioni        | Cessioni              | Cessioni       |
| R.       | Nome            | a                     | Modalità       |
| -------- | --------------- | --------------------- | -------------- |
| P        | Nemo Roelofse   | USAP                  | definitivo     |
| P        | Vincent Koch    | Sharks                | definitivo     |
| 2L       | Sitaleki Timani | CA Brive              | definitivo     |
| 3L       | Marcos Kremer   | ASM Clermont          | definitivo     |
| MM       | Morgan Parra    |                       | ritiro         |
| MM       | John Hall       | Racing 92             | definitivo     |
| MM       | Arthur Coville  | Provence Rugby        | definitivo     |
| TC       | Alex Arrate     | US Dax                | definitivo     |
| TC       | Théo Dachary    | Kobelco Kobe Steelers | definitivo     |
| TC       | Harry Glover    |                       | fine contratto |
| TA       | Paolo Odogwu    | Benetton Treviso      | definitivo     |
| TA       | Telusa Veainu   | Sale Sharks           | definitivo     |
| TA       | Sione Tui       | Provence Rugby        | definitivo     |

## Risultati

### Top 14

#### Stagione regolare
| Perpignano 19 agosto 2023, ore 18:10 UTC+2 1ª giornata                                                                              | Perpignano | 7 – 29 referto                                              | Stade français | Stadio Aimé Giral |
| Meta tecnica 19’ mt 6’ Ivaldi 79’ Dakuwaqa tr 7’ Segonds 80’ Barré c.p. 25’ Segonds 31’ Segonds 51’ Segonds 65’ Segonds 69’ Segonds |            |                                                             |                |                   |
| |            |                                                             |                |                   |
| Meta tecnica 19’ | mt         | 6’ Ivaldi 79’ Dakuwaqa                                      |                |                   |
| | tr         | 7’ Segonds 80’ Barré                                        |                |                   |
| | c.p.       | 25’ Segonds 31’ Segonds 51’ Segonds 65’ Segonds 69’ Segonds |                |                   |

| Parigi 25 agosto 2023, ore 21 UTC+2 2ª giornata | Stade français | 28 – 18 referto       | Oyonnax | Stadio Jean Bouin |
| Ward 77’ mt 42’ Grice 57’ Millet Segonds 78’ tr 42’ Soulan Henry 10’ Henry 15’ Henry 24’ Henry 45’ Henry 57’ Henry 62’ c.p. 12’ Soulan 32’ Soulan Segonds 80’ drop |                |                       |         |                   |
| |                |                       |         |                   |
| Ward 77’ | mt             | 42’ Grice 57’ Millet  |         |                   |
| Segonds 78’ | tr             | 42’ Soulan            |         |                   |
| Henry 10’ Henry 15’ Henry 24’ Henry 45’ Henry 57’ Henry 62’ | c.p.           | 12’ Soulan 32’ Soulan |         |                   |
| Segonds 80’ | drop           |                       |         |                   |

| Parigi 2 settembre 2023, ore 17 UTC+2 3ª giornata                                                                                     | Stade français | 24 – 9 referto            | Montpellier | Stadio Jean Bouin |
| Habel-Kueffner 31’ Hamdaoui 36’ Meta tecnica 44’ mt Barré 32’ Barré 37’ tr Henry 75’ c.p. 24’ Carbonel 27’ Carbonel drop 33’ Carbonel |                |                           |             |                   |
| |                |                           |             |                   |
| Habel-Kueffner 31’ Hamdaoui 36’ Meta tecnica 44’                                                                                      | mt             |                           |             |                   |
| Barré 32’ Barré 37’ | tr             |                           |             |                   |
| Henry 75’ | c.p.           | 24’ Carbonel 27’ Carbonel |             |                   |
| | drop           | 33’ Carbonel              |             |                   |

| Bayonne 29 ottobre 2023, ore 14 UTC+1 4ª giornata                       | Bayonne | 16 – 3 referto | Stade français | Stadio Jean Dauger |
| Bosch 38’ mt Lopez 39’ tr Lopez 43’ Lopez 49’ Lopez 60’ c.p. 2’ Segonds |         |                |                |                    |
|                                                                         |         |                |                |                    |
| Bosch 38’                                                               | mt      |                |                |                    |
| Lopez 39’                                                               | tr      |                |                |                    |
| Lopez 43’ Lopez 49’ Lopez 60’                                           | c.p.    | 2’ Segonds     |                |                    |

| Parigi 4 novembre 2023, ore 17 UTC+1 5ª giornata | Stade français | 39 – 16 referto                    | Castres | Stadio Jean Bouin |
| Peyresblanques 14’ Peyresblanques 29’ Ward 40’ Ward 55’ Macalou 60’ Azagoh 65’ mt 82’ Chilachava Henry 30’ Henry 56’ Henry 65’ tr 83’ Popelin Henry 5’ c.p. 8’ Popelin 17’ Popelin 48’ Popelin |                |                                    |         |                   |
| |                |                                    |         |                   |
| Peyresblanques 14’ Peyresblanques 29’ Ward 40’ Ward 55’ Macalou 60’ Azagoh 65’ | mt             | 82’ Chilachava                     |         |                   |
| Henry 30’ Henry 56’ Henry 65’ | tr             | 83’ Popelin                        |         |                   |
| Henry 5’ | c.p.           | 8’ Popelin 17’ Popelin 48’ Popelin |         |                   |

| Lione 11 novembre 2023, ore 17:00 CET 6ª giornata | Lione | 32 – 36 referto                                   | Stade français | Stadio di Gerland |
| Taofifenua 48’ Charcosset 80’ mt 24’ Ward 31’ Abramishvili 44’ Ivaldi Jackson 49’ Jackson 81’ tr 25’ Henry 32’ Henry 45’ Henry Jackson 12’ Jackson 17’ Jackson 22’ Jackson 27’ Jackson 38’ Jackson 61’ c.p. 19’ Henry 44’ Henry 58’ Henry 65’ Henry 70’ Henry |       |                                                   |                |                   |
| |       |                                                   |                |                   |
| Taofifenua 48’ Charcosset 80’ | mt    | 24’ Ward 31’ Abramishvili 44’ Ivaldi              |                |                   |
| Jackson 49’ Jackson 81’ | tr    | 25’ Henry 32’ Henry 45’ Henry                     |                |                   |
| Jackson 12’ Jackson 17’ Jackson 22’ Jackson 27’ Jackson 38’ Jackson 61’ | c.p.  | 19’ Henry 44’ Henry 58’ Henry 65’ Henry 70’ Henry |                |                   |

| Parigi 18 novembre 2023, ore 15:00 CET 7ª giornata                                                   | Stade français | 9 – 13 referto              | Racing 92 | Stadio Jean Bouin |
| mt 17’ Chavancy tr 18’ Le Garrec Segonds 4’ Segonds 42’ Segonds 43’ c.p. 32’ Le Garrec 55’ Le Garrec |                |                             |           |                   |
| |                |                             |           |                   |
| | mt             | 17’ Chavancy                |           |                   |
| | tr             | 18’ Le Garrec               |           |                   |
| Segonds 4’ Segonds 42’ Segonds 43’                                                                   | c.p.           | 32’ Le Garrec 55’ Le Garrec |           |                   |

| Pau 25 novembre 2023, ore 17:00 CET 8ª giornata | Pau  | 30 – 6 referto | Stade français | Stadio du Hameau |
| Zegueur 6’ Capelli 32’ 78’ Whitelock mt Simmonds 7’ Simmonds 33’ Simmonds 79’ tr Simmonds 21’ Simmonds 41’ Simmonds 52’ c.p. 37’ Segonds drop 25’ Segonds |      |                |                |                  |
| |      |                |                |                  |
| Zegueur 6’ Capelli 32’ 78’ Whitelock | mt   |                |                |                  |
| Simmonds 7’ Simmonds 33’ Simmonds 79’ | tr   |                |                |                  |
| Simmonds 21’ Simmonds 41’ Simmonds 52’ | c.p. | 37’ Segonds    |                |                  |
| | drop | 25’ Segonds    |                |                  |

| Parigi 3 dicembre 2023, ore 21:05 CET 9ª giornata                                                                                  | Stade français | 27 – 12 referto       | Tolosa | Stadio Jean Bouin |
| Barré 8’ Laloi 50’ Barré 74’ mt 53’ Lebel 69’ Barassi Segonds 9’ Segonds 51’ Segonds 75’ tr 70’ Ramos Segonds 38’ Segonds 47’ c.p. |                |                       |        |                   |
| |                |                       |        |                   |
| Barré 8’ Laloi 50’ Barré 74’ | mt             | 53’ Lebel 69’ Barassi |        |                   |
| Segonds 9’ Segonds 51’ Segonds 75’                                                                                                 | tr             | 70’ Ramos             |        |                   |
| Segonds 38’ Segonds 47’ | c.p.           |                       |        |                   |

| Parigi 23 dicembre 2023, ore 18:00 CET 10ª giornata                                                        | Stade français | 18 – 13 referto     | La Rochelle | Stadio Jean Bouin |
| Ward 23’ Hamdaoui 63’ mt 70’ Latu Segonds 24’ tr 71’ Reus Segonds 32’ Segonds 48’ c.p. 13’ Hastoy 59’ Reus |                |                     |             |                   |
| |                |                     |             |                   |
| Ward 23’ Hamdaoui 63’                                                                                      | mt             | 70’ Latu            |             |                   |
| Segonds 24’                                                                                                | tr             | 71’ Reus            |             |                   |
| Segonds 32’ Segonds 48’                                                                                    | c.p.           | 13’ Hastoy 59’ Reus |             |                   |

| Tolone 30 dicembre 2023, ore 18:00 CET 11ª giornata                                                 | Tolone | 19 – 5 referto | Stade français | Stadio Mayol |
| Fainga'anuku 75’ mt 47’ Dakuwaqa Jaminet 76’ tr Jaminet 4’ Jaminet 13’ Jaminet 44’ Jaminet 69’ c.p. |        |                |                |              |
| |        |                |                |              |
| Fainga'anuku 75’                                                                                    | mt     | 47’ Dakuwaqa   |                |              |
| Jaminet 76’                                                                                         | tr     |                |                |              |
| Jaminet 4’ Jaminet 13’ Jaminet 44’ Jaminet 69’                                                      | c.p.   |                |                |              |

| Parigi 6 gennaio 2024, ore 17:00 CET 12ª giornata                                                      | Stade français | 14 – 14 referto | Clermont | Stadio Jean Bouin |
| Étien 39’ Dakuwaqa 80’ mt 46’ Fouyssac Henry 40’ Henry 81’ tr 14’ Belleau 57’ Belleau 72’ Belleau c.p. |                |                 |          |                   |
| |                |                 |          |                   |
| Étien 39’ Dakuwaqa 80’                                                                                 | mt             | 46’ Fouyssac    |          |                   |
| Henry 40’ Henry 81’                                                                                    | tr             |                 |          |                   |
| 14’ Belleau 57’ Belleau 72’ Belleau                                                                    | c.p.           |                 |          |                   |

| Bordeaux 27 gennaio 2024, ore 15:05 CET 13ª giornata | Bordeaux | 26 – 30 referto                     | Stade français | Stadio Chaban-Delmas |
| Tatafu 17’ Buros 26’ Latterrade 57’ mt 33’ Abramishvili 37’ Ward 76’ Ahmed Garcia 27’ tr 34’ Segonds 38’ Segonds 77’ Segonds Garcia 11’ Garcia 14’ Garcia 29’ c.p. 6’ Segonds 20’ Segonds 53’ Segonds |          |                                     |                |                      |
| |          |                                     |                |                      |
| Tatafu 17’ Buros 26’ Latterrade 57’ | mt       | 33’ Abramishvili 37’ Ward 76’ Ahmed |                |                      |
| Garcia 27’ | tr       | 34’ Segonds 38’ Segonds 77’ Segonds |                |                      |
| Garcia 11’ Garcia 14’ Garcia 29’ | c.p.     | 6’ Segonds 20’ Segonds 53’ Segonds  |                |                      |

| Oyonnax 3 febbraio 2024, ore 17:00 CET 14ª giornata | Oyonnax | 19 – 23 referto                 | Stade français | Stadio Charles-Mathon |
| Millet 28’ mt 40’ Delbouis 59’ Ward Miotti 29’ tr 41’ Segonds 60’ Henry Miotti 14’ Miotti 34’ Miotti 36’ Miotti 48’ c.p. 30’ Segonds 65’ Henry 74’ Henry |         |                                 |                |                       |
| |         |                                 |                |                       |
| Millet 28’ | mt      | 40’ Delbouis 59’ Ward           |                |                       |
| Miotti 29’ | tr      | 41’ Segonds 60’ Henry           |                |                       |
| Miotti 14’ Miotti 34’ Miotti 36’ Miotti 48’ | c.p.    | 30’ Segonds 65’ Henry 74’ Henry |                |                       |

| Parigi 17 febbraio 2024, ore 17:00 CET 15ª giornata | Stade français | 32 – 19 referto                         | Perpignano | Stadio Jean Bouin |
| P. Alo-Emile 19’ Hirigoyen 43’ Hirigoyen 67’ Kockott 75’ mt 35’ Allan Henry 20’ Henry 44’ Henry 76’ tr 36’ Allan Henry 52’ Henry 60’ c.p. 11’ Allan 16’ Allan 41’ Allan 58’ Allan |                |                                         |            |                   |
| |                |                                         |            |                   |
| P. Alo-Emile 19’ Hirigoyen 43’ Hirigoyen 67’ Kockott 75’ | mt             | 35’ Allan                               |            |                   |
| Henry 20’ Henry 44’ Henry 76’ | tr             | 36’ Allan                               |            |                   |
| Henry 52’ Henry 60’ | c.p.           | 11’ Allan 16’ Allan 41’ Allan 58’ Allan |            |                   |

| Nanterre 24 febbraio 2024, ore 21:05 CET 16ª giornata                                                                               | Racing 92 | 11 – 27 referto                     | Stade français | Paris La Défense Arena |
| Arundell 58’ mt 11’ Dakuwaqa 26’ Henry 66’ Dakuwaqa tr 12’ Henry 27’ Henry 67’ Henry Tedder 16’ Tedder 53’ c.p. 37’ Henry 71’ Henry |           |                                     |                |                        |
| |           |                                     |                |                        |
| Arundell 58’ | mt        | 11’ Dakuwaqa 26’ Henry 66’ Dakuwaqa |                |                        |
| | tr        | 12’ Henry 27’ Henry 67’ Henry       |                |                        |
| Tedder 16’ Tedder 53’ | c.p.      | 37’ Henry 71’ Henry                 |                |                        |

| Parigi 2 marzo 2024, ore 17:00 CET 17ª giornata                                                                                      | Stade français | 25 – 12 referto                              | Pau | Stadio Jean Bouin |
| Macalou 25’ Peyresblanques 44’ Briatte 61’ Macalou 79’ mt Segonds 80’ tr Henry 20’ c.p. 5’ Debaës 18’ Despérès 41’ Debaës 57’ Debaës |                |                                              |     |                   |
| |                |                                              |     |                   |
| Macalou 25’ Peyresblanques 44’ Briatte 61’ Macalou 79’                                                                               | mt             |                                              |     |                   |
| Segonds 80’ | tr             |                                              |     |                   |
| Henry 20’ | c.p.           | 5’ Debaës 18’ Despérès 41’ Debaës 57’ Debaës |     |                   |

| La Rochelle 9 marzo 2024, ore 15:00 CET 18ª giornata                                | La Rochelle | 23 – 3 referto | Stade français | Stadio Marcel Deflandre |
| Leyds 3’ Leyds 32’ Berjon 76’ mt West 77’ tr Hastoy 14’ Hastoy 36’ c.p. 26’ Segonds |             |                |                |                         |
|                                                                                     |             |                |                |                         |
| Leyds 3’ Leyds 32’ Berjon 76’                                                       | mt          |                |                |                         |
| West 77’                                                                            | tr          |                |                |                         |
| Hastoy 14’ Hastoy 36’                                                               | c.p.        | 26’ Segonds    |                |                         |

| Parigi 23 marzo 2024, ore 17:00 CET 19ª giornata                                                                                           | Stade français | 22 – 13 referto       | Lione | Stadio Jean Bouin |
| Étien 53’ Habel-Kueffner 62’ Peyresblanques 72’ mt 64’ Couilloud Henry 63’ Segonds 73’ tr 65’ Jackson Henry 69’ c.p. 25’ Berdeu 32’ Berdeu |                |                       |       |                   |
| |                |                       |       |                   |
| Étien 53’ Habel-Kueffner 62’ Peyresblanques 72’                                                                                            | mt             | 64’ Couilloud         |       |                   |
| Henry 63’ Segonds 73’ | tr             | 65’ Jackson           |       |                   |
| Henry 69’ | c.p.           | 25’ Berdeu 32’ Berdeu |       |                   |

| Montpellier 30 marzo 2024, ore 15:00 CET 20ª giornata                                                | Montpellier | 10 – 12 referto                    | Stade français | GGL Stadium |
| Tolofua 46’ mt Carbonel 47’ tr Carbonel 21’ c.p. 9’ Segonds 12’ Segonds 53’ Segonds drop 44’ Segonds |             |                                    |                |             |
| |             |                                    |                |             |
| Tolofua 46’                                                                                          | mt          |                                    |                |             |
| Carbonel 47’                                                                                         | tr          |                                    |                |             |
| Carbonel 21’                                                                                         | c.p.        | 9’ Segonds 12’ Segonds 53’ Segonds |                |             |
| | drop        | 44’ Segonds                        |                |             |

| Parigi 20 aprile 2024, ore 17:00 CEST 21ª giornata | Stade français | 28 – 24 referto                       | Bayonne | Stadio Jean Bouin |
| Ivaldi 34’ Briatte 50’ Delbouis 65’ Habel-Kuffner 80’ mt 6’ Tiberghien 27’ Tiberghien 40’ Mori Henry 35’ Henry 51’ Henry 66’ Segonds 83’ tr 7’ Lopez 28’ Lopez 41’ Lopez c.p. 18’ Lopez |                |                                       |         |                   |
| |                |                                       |         |                   |
| Ivaldi 34’ Briatte 50’ Delbouis 65’ Habel-Kuffner 80’ | mt             | 6’ Tiberghien 27’ Tiberghien 40’ Mori |         |                   |
| Henry 35’ Henry 51’ Henry 66’ Segonds 83’ | tr             | 7’ Lopez 28’ Lopez 41’ Lopez          |         |                   |
| | c.p.           | 18’ Lopez                             |         |                   |

| Clermont-Ferrand 27 aprile 2024, ore 21:05 CEST 22ª giornata | Clermont | 41 – 18 referto        | Stade français | Stadio Marcel-Michelin |
| Delguy 5’ Jauneau 20’ Raka 26’ Raka 41’ Raka 67’ Belleau 72’ mt 10’ Ward 80’ Melikidze Belleau 6’ Belleau 21’ Belleau 27’ Belleau 73’ tr 11’ Henry Belleau 36’ c.p. 19’ Henry 24’ Henry |          |                        |                |                        |
| |          |                        |                |                        |
| Delguy 5’ Jauneau 20’ Raka 26’ Raka 41’ Raka 67’ Belleau 72’ | mt       | 10’ Ward 80’ Melikidze |                |                        |
| Belleau 6’ Belleau 21’ Belleau 27’ Belleau 73’ | tr       | 11’ Henry              |                |                        |
| Belleau 36’ | c.p.     | 19’ Henry 24’ Henry    |                |                        |

| Tolosa 12 maggio 2024, ore 21:05 CEST 23ª giornata | Tolosa | 49 – 18 referto              | Stade français | Stadio Ernest Wallon |
| Lebel 8’ Graou 28’ Ahki 43’ Ramos 55’ Meafou 73’ Meafou 78’ mt 19’ Peyresblanques 57’ Étien Ramos 9’ Ramos 30’ Ramos 44’ Ramos 74’ Ramos 79’ tr 20’ Segonds Ramos Ramos 38’ Ramos 47’ c.p. 12’ Segonds 41’ Segonds |        |                              |                |                      |
| |        |                              |                |                      |
| Lebel 8’ Graou 28’ Ahki 43’ Ramos 55’ Meafou 73’ Meafou 78’ | mt     | 19’ Peyresblanques 57’ Étien |                |                      |
| Ramos 9’ Ramos 30’ Ramos 44’ Ramos 74’ Ramos 79’ | tr     | 20’ Segonds                  |                |                      |
| Ramos 38’ Ramos 47’ | c.p.   | 12’ Segonds 41’ Segonds      |                |                      |

| Parigi 19 maggio 2024, ore 21:05 CEST 24ª giornata                                                                                               | Stade français | 22 – 18 referto           | Bordeaux Bègles | Stadio Jean Bouin |
| Kockott 15’ Segonds 25’ Ward 55’ mt 10’ Tapuai 39’ Latterrade Segonds 16’ Segonds 26’ tr 40’ Jalibert Segonds 51’ c.p. 13’ Jalibert 77’ Jalibert |                |                           |                 |                   |
| |                |                           |                 |                   |
| Kockott 15’ Segonds 25’ Ward 55’ | mt             | 10’ Tapuai 39’ Latterrade |                 |                   |
| Segonds 16’ Segonds 26’ | tr             | 40’ Jalibert              |                 |                   |
| Segonds 51’ | c.p.           | 13’ Jalibert 77’ Jalibert |                 |                   |

| Castres 1 giugno 2024, ore 17:00 CEST 25ª giornata | Castres | 27 – 18 referto          | Stade français | Stadio Pierre-Fabre |
| Popelin 30’ Fernandez 44’ Nakosi 60’ mt 16’ Briatte 54’ Dakuwaqa Fernandez 31’ Fernandez 45’ Fernandez 62’ tr 18’ Segonds Fernandez 20’ Fernandez 41’ c.p. 1’ Segonds 39’ Segonds |         |                          |                |                     |
| |         |                          |                |                     |
| Popelin 30’ Fernandez 44’ Nakosi 60’ | mt      | 16’ Briatte 54’ Dakuwaqa |                |                     |
| Fernandez 31’ Fernandez 45’ Fernandez 62’ | tr      | 18’ Segonds              |                |                     |
| Fernandez 20’ Fernandez 41’ | c.p.    | 1’ Segonds 39’ Segonds   |                |                     |

| Parigi 8 giugno 2024, ore 21:05 CEST 26ª giornata | Stade français | 23 – 20 referto          | Tolone | Stadio Jean Bouin |
| Étien 6’ Habel-Kueffner 38’ mt 58’ Isa 76’ Fainga'anuku Segonds 7’ Segonds 39’ tr 59’ Jaminet 77’ Jaminet Segonds 14’ Segonds 64’ Segonds 66’ c.p. 11’ Jaminet 54’ Jaminet |                |                          |        |                   |
| |                |                          |        |                   |
| Étien 6’ Habel-Kueffner 38’ | mt             | 58’ Isa 76’ Fainga'anuku |        |                   |
| Segonds 7’ Segonds 39’ | tr             | 59’ Jaminet 77’ Jaminet  |        |                   |
| Segonds 14’ Segonds 64’ Segonds 66’ | c.p.           | 11’ Jaminet 54’ Jaminet  |        |                   |

Classificandosi al 2º posto nella graduatoria finale della regular season, lo Stade Français si è qualificato ai playoff di Top 14 nonché alla successiva edizione di European Rugby Champions Cup.

#### Playoff
In virtù della 2ª posizione ottenuta in regular season, lo Stade Français ha ottenuto l'accesso diretto alle semifinali dei playoff.

##### Semifinali
| Arbitro: | Brousset |

|                                                   |      |                                      |
| Briatte 30’ Peyresblanques 61’ Peyresblanques 85’ | mt   | 16’ Lamothe 20’ Lamothe 55’ Bochaton |
| Segonds 31’                                       | tr   | 17’ Lucu 22’ Lucu                    |
| Segonds 5’                                        | c.p. | 11’ Lucu                             |

Con la sconfitta subita dal Bordeaux per 20-22, lo Stade Français è stato eliminato dai playoff del Top 14, fermandosi in semifinale.

### Champions Cup

#### Fase a gironi (girone 4)
Il sorteggio della composizione dei gironi, effettuato il 21 giugno 2023, ha visto lo Stade Français aggregato al gruppo D, insieme a Leinster, Stormers, La Rochelle, Leicester Tigers e Sale Sharks.
| Salford 10 dicembre 2023, ore 13:00 GMT 1ª giornata                                                      | Sale Sharks | 28 – 5 referto | Stade français | Salford City Stadium |
| O'Flaherty 52’ Hill 62’ Dugdale 73’ mt 25’ Ward Curtis 64’ Curtis 74’ tr Ford 13’ Ford 39’ Ford 49’ c.p. |             |                |                |                      |
| |             |                |                |                      |
| O'Flaherty 52’ Hill 62’ Dugdale 73’                                                                      | mt          | 25’ Ward       |                |                      |
| Curtis 64’ Curtis 74’                                                                                    | tr          |                |                |                      |
| Ford 13’ Ford 39’ Ford 49’                                                                               | c.p.        |                |                |                      |

| Parigi 17 dicembre 2023, ore 18:30 CET 2ª giornata | Stade français | 24 – 27 referto                          | Leicester | Stadio Jean Bouin |
| Hirigoyen 15’ Laloi 40’ Barré 61’ mt 7’ Vanes 44’ Vanes 53’ Vanes Segonds 16’ Segonds 42’ Segonds 62’ tr 8’ Shillcock 46’ Shillcock 54’ Shillcock Segonds 38’ c.p. 57’ Shillcock 66’ Shillcock |                |                                          |           |                   |
| |                |                                          |           |                   |
| Hirigoyen 15’ Laloi 40’ Barré 61’ | mt             | 7’ Vanes 44’ Vanes 53’ Vanes             |           |                   |
| Segonds 16’ Segonds 42’ Segonds 62’ | tr             | 8’ Shillcock 46’ Shillcock 54’ Shillcock |           |                   |
| Segonds 38’ | c.p.           | 57’ Shillcock 66’ Shillcock              |           |                   |

| Dublino 13 gennaio 2024, ore 17:30 GMT 3ª giornata | Leinster | 43 – 7 referto | Stade français | Aviva Stadium |
| Lowe 17’ van der Flier 29’ Sheehan 40’ Larmour 44’ Doris 46’ Doris 60’ Larmour 67’ mt 81’ Segonds Frawley 18’ Prendergast 47’ Prendergast 61’ Prendergast 67’ tr 82’ Henry |          |                |                |               |
| |          |                |                |               |
| Lowe 17’ van der Flier 29’ Sheehan 40’ Larmour 44’ Doris 46’ Doris 60’ Larmour 67’                                                                                         | mt       | 81’ Segonds    |                |               |
| Frawley 18’ Prendergast 47’ Prendergast 61’ Prendergast 67’ | tr       | 82’ Henry      |                |               |

| Parigi 20 gennaio 2024, ore 18:30 CET 4ª giornata                                                                                           | Stade français | 20 – 24 referto                                    | Stormers | Stadio Jean Bouin |
| Timo 1’ Étien 26’ Hirigoyen 45’ mt 9’ Jantjies 15’ van Heerden 57’ Stassen 71’ Libbok Segonds 27’ tr 58’ Libbok 72’ Libbok Segonds 12’ c.p. |                |                                                    |          |                   |
| |                |                                                    |          |                   |
| Timo 1’ Étien 26’ Hirigoyen 45’ | mt             | 9’ Jantjies 15’ van Heerden 57’ Stassen 71’ Libbok |          |                   |
| Segonds 27’ | tr             | 58’ Libbok 72’ Libbok                              |          |                   |
| Segonds 12’ | c.p.           |                                                    |          |                   |

Classificandosi all'ultimo posto del gruppo D, lo Stade Français è stato eliminato dalla Champions Cup.

## Statistiche

### Statistiche di squadra
| Competizione  | Punti | In casa | In casa | In casa | In casa | In casa | In casa | In trasferta | In trasferta | In trasferta | In trasferta | In trasferta | In trasferta | Totale | Totale | Totale | Totale | Totale | Totale | Totale |
| Competizione  | Punti | G       | V       | N       | P       | Ptf     | Pts     | G            | V            | N            | P            | Ptf          | Pts          | G      | V      | N      | P      | Ptf    | Pts    | Diff.  |
| ------------- | ----- | ------- | ------- | ------- | ------- | ------- | ------- | ------------ | ------------ | ------------ | ------------ | ------------ | ------------ | ------ | ------ | ------ | ------ | ------ | ------ | ------ |
| Top 14        | 71    | 14      | 10      | 1       | 2       | 308     | 303     | 13           | 6            | 0            | 7            | 228          | 310          | 26     | 16     | 1      | 9      | 536    | 513    | +23    |
| Champions Cup | 2     | 2       | 0       | 0       | 2       | 44      | 51      | 2            | 0            | 0            | 2            | 12           | 71           | 4      | 0      | 0      | 4      | 56     | 122    | -66    |
| Totale        | -     | 16      | 10      | 1       | 4       | 352     | 354     | 15           | 6            | 0            | 9            | 240          | 381          | 30     | 16     | 1      | 13     | 592    | 635    | -43    |